# أشلي وين
أشلي وين (بالإنجليزية: Ashley Winn) (1 ديسمبر 1985 في المملكة المتحدة - ) هو لاعب كرة قدم بريطاني في مركز الوسط. لعب مع أولدهام أثلتيك ونادي ساوثبورت ونادي فارنبوروه ونادي ميدلزبره ونادي يورك سيتي ونادي ستاليبريدج سيلتيك ونادي بارو ونادي غيتزهد.

## وصلات خارجية
- أشلي وين على موقع قاعدة بيانات كرة القدم.إي يو (الإنجليزية)
- أشلي وين على موقع Soccerbase.com (لاعب) (الإنجليزية)